# Ernst August-Orde

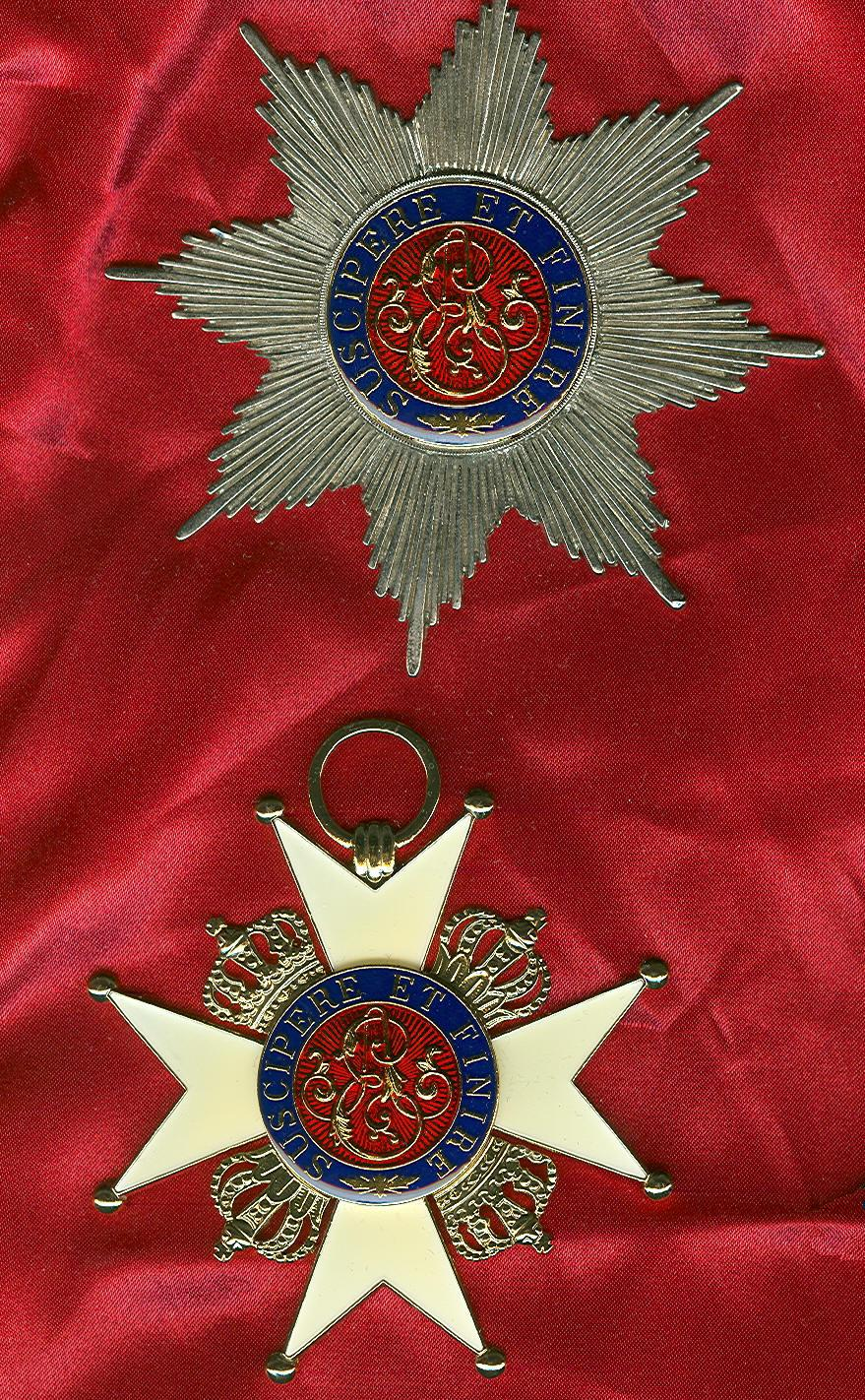
Grootkruis en ster van de Ernst August-Orde. Pariculiere verzameling. Groningen

De Ernst August-Orde, Duits: "Ernst-August Orden") werd in 1865 door George V, koning van Hannover ingesteld en kende 5 klassen. De koning van Hannover was Grootmeester van de Orde die aan verdienstelijke militairen en burgers werd toegekend. Bij burgers lag de nadruk op verdienste op het gebied van wetenschap en kunst.
Het motto van de orde was "Suscipere et finire". Op de voorzijde zijn de initialen van Ernst August van Hannover te zien. Op de achterzijde zien we de initialen van de stichter en de datum waarop de orde werd ingesteld.
In de armen van het kruis zijn gouden koningskronen en keurvorstelijke hoeden aangebracht.
Graden en versierselen:
- Grootkruisen.

Zij droegen de ster van de orde op de linkerborst en een kruis aan een negen en een half centimeter breed lint dat scharlakenrood met twee donkerblauwe strepen was.
- Commandeurs der eerste klasse.

Zij droegen een zilveren kruis van de orde op de linkerborst en een kruis aan een lint om de hals.
- Commandeurs der tweede klasse.

Zij droegen een kruis aan een lint om de hals.
- Ridders der eerste klasse.

Zij droegen op de linkerborst een verguld en geëmailleerd kruis aan een lint dat twee vingers breed was.
- Ridders de Tweede klasse.

Zij droegen op de linkerborst een zilveren, geëmailleerd kruis aan een lint dat twee vingers breed was.
Aan de orde waren ook twee kruisen van verdienste verbonden:
- Gouden kruis van Verdienste.

Zij droegen op de linkerborst een verguld zilveren ordekruis zonder emaille aan een lint dat twee vingers breed was.
- Zilveren Kruis van Verdienste.

Zij droegen op de linkerborst een zilveren ordekruis zonder emaille aan een lint dat twee vingers breed was.
Tussen 1865 en 1900 werden 42 grootkruisen verleend. De meesten daarvan na de verdrijving uit Hannover in 1866. Zeventien Hannoveraanse en 25 buitenlandse Grootkruisen staan in het "stamboek" opgetekend.
In 1866 annexeerde Pruisen het verslagen koninkrijk Hannover. De Pruisen ontbonden de drie Hannoveraanse ridderorden maar het bleef toegestaan om deze te dragen.

De verdreven Hannoveraanse koning accepteerde zijn onttroning en het afschaffen van zijn ridderorden niet. Hij en zijn zoon en opvolger verleenden tal van kruisen van deze orde. Ook nu nog is het hoofd van het Koninklijk Huis der Welfen, Ernst August van Hannover, grootmeester van deze ridderorde die vooral in de familiekring wordt uitgereikt. Men kan nu spreken van een dynastieke- of huisorde.

## Voetnoten
1. ↑  Niedersächsisches Hauptstaatsarchiv, Dep.103, Stammbuch des Ernst-August-Ordens